# Стюарт, Уильям Хорвуд
Уильям Хорвуд Стюарт (1857 — 20 мая 1906) — британский дипломат. Он был убит в Батуми, Грузия, тогда входившая в состав Российской империи, когда служил там вице-консулом Соединенных Штатов.

## Семья
Стюарт родился в Харроу, Лондон, в 1857 году в семье Уильяма Стюарта, штат Массачусетс (1816—1896), который позже служил викарием Мандона, Эссекс (1862—1889), и ректором Хейзли, Эссекс (1889—1896). Его матерью была Кэролайн (1834—1921), младшая дочь Эдварда Хорвуда из Усадьбы Уэстон Тервиль, Бакингемшир. Он также был племянником дипломата майора Роберта Стюарта и хирурга и художника Джеймса Стюарта, а также внучатым племянником индофила Чарльза «Индуса» Стюарта и потомком генерал-лейтенанта Уильяма Спрай.

## Ранняя карьера
В 1873 году Стюарт служил личным секретарем своего дяди майора Роберта Стюарта, британского генерального консула в российских портах на Черном и Азовском морях в Одессе, Украина. В 1880-х годах он жил в Брэиле в Румынии, где в июле 1885 года его младший брат Чарльз Лидер Джастис Стюарт утонул в Дунае в возрасте 16 лет.

## В Батуме
К началу 1890-х годов Стюарт переехал в Батум, где оставался до самой смерти. В 1904 году он стал американским вице-консулом, а в 1906 году также исполнял обязанности консула Великобритании. Стюарт был назначен консулом Японии, но его назначение было отложено из-за начала русско-японской войны.
Во время службы в Батуме Стюарт активно лоббировал американские интересы в регионе и был связан с американским концерном по добыче меди на Кавказе. Он был представителем нескольких британских компаний, в том числе MacAndrew Forbes. Он был одним из крупнейших судовых маклеров и экспортеров Батума.
Около 23:00 20 мая 1906 года Стюарт возвращался в свой дом в Махинджаури, в 5 милях к северу от Батума, после ужина с другом, когда в него трижды выстрелили из-за дерева. Его доставили в ближайшую военную казарму, но он скончался в течение часа.
Вполне вероятно, что убийство было совершено по личным мотивам и что убийцам заплатили за совершение преступления. Стюарт провел большую часть своей жизни в Восточной Европе и мог говорить на нескольких местных языках; Местное население уважало его, но во время революционных восстаний прошлого года его жизни угрожала опасность, и он был вынужден передать большие суммы наличными. В письме госсекретарю США от 31 мая 1906 года посол Джордж фон Ленгерке Мейер написал, что двое мужчин, «Кассим Диджавадже и Али Поркхолл Огли», были арестованы.

## Реакция на убийство
Дело об убийстве было поднято на всех уровнях дипломатических служб США, Великобритании и России. Письмами и меморандумами обменивались Элиу Рут (государственный секретарь США, Джордж фон Ленгерке Мейер (посол США в России), Уайтлоу Рид (посол США в Великобритании), Сесил Спринг Райс (британский временный поверенный в делах в Санкт-Петербурге и автор слов к гимну « Клянусь тебе, страна моя»), Патрик Стивенс (британский консул в Батуме), Александр Петрович Извольский (министр иностранных дел России) и барон Роман Романович Розен (посол России в США).